# Upsy Daisy Assortment
Upsy Daisy Assortment — эксклюзивный для США сборник британской рок-группы XTC, выпущенный после того, как лейбл Geffen Records отказался распространять двухдисковый альбом Fossil Fuel: The XTC Singles 1977—1992 (1996).
Это первый сборник группы, получивший статус «Best of», поскольку в него вошли такие треки, как «Funk Pop a Roll», «Seagulls Screaming Kiss Her, Kiss Her», «Earn Enough for Us» и «Chalkhills and Children», а также другие известные синглы.
Обложка представляет собой репродукцию винтажного туристического плаката 1945 года «Holidays in Switzerland» Дональда Бруна.

## История
Вместо того, чтобы выпустить полный двухдисковый сборник Fossil Fuel: The XTC Singles 1977-92, американское подразделение Geffen решило собрать коллекцию Upsy Daisy Assortment — 19-трековый бюджетный сборник, охватывающий XTC с альбома 1979 года Drums & Wires до альбома 1992 года Nonsuch. Такое решение, вероятно, было продиктовано идеей, что рядовые поклонники и просто любопытствующие захотят записать все известные песни группы — «Making Plans for Nigel», «Generals & Majors», «Respectable Street», «Senses Working Overtime», «Dear God», «The Mayor of Simpleton», «King for a Day», «The Ballad of Peter Pumpkinhead» — на одном диске.

## Отзывы
| Оценки критиков  | Оценки критиков                |
| Источник         | Оценка                         |
| ---------------- | ------------------------------ |
| Allmusic         | [ 1 ]                          |
| Robert Christgau | robertchristgau.com link       |
| Fretplay         | fretplay.com link              |
| Pitchfork Media  | 8.6/10 pitchforkmedia.com link |

Альбом получил положительные отзывы музыкальной критики и интернет-изданий.
Стивен Томас Эрлевайн из Allmusic отметил, что в 19-трековом сборнике собраны лучшие песни группы («Making Plans for Nigel», «Generals & Majors» и другие): «и с этой точки зрения Upsy Daisy Assortment вполне справляется. Однако это не тот сборник, каким он должен был быть, поскольку в нём отсутствуют такие важные ранние синглы, как „Statue of Liberty“, „Science Friction“, „Are You Receiving Me?“ и „This is Pop“, которые запечатлели самую волнующую часть группы. В сборнике также есть несколько необычных композиций, таких как „Seagulls Screaming Kiss Her, Kiss Her“, „Chalkhills and Children“ и „The Disappointed“, которые лучше звучали на оригинальных альбомах. Однако, учитывая доступную цену и богатый выбор, Upsy Daisy Assortment станет хорошим знакомством с альбомом для нетребовательных слушателей».

## Список композиций
Все песни написаны Энди Партриджем, если не указано иное.
1. «Life Begins at the Hop» (Colin Moulding) — 3:47
2. «Making Plans for Nigel» (Moulding) — 4:12
3. «Generals and Majors» (Moulding) — 3:41
4. «Respectable Street» — 3:07
5. «Senses Working Overtime» — 4:34
6. «Ball and Chain» (Moulding) — 4:29
7. «No Thugs in Our House» — 5:10
8. «Love on a Farmboy's Wages» — 3:59
9. «Funk Pop a Roll» — 3:14
10. «This World Over» — 4:45
11. «Seagulls Screaming Kiss Her Kiss Her» — 3:50
12. «Grass» (Moulding) — 2:42
13. «Dear God» — 3:37
14. «Earn Enough for Us» — 2:54
15. «Mayor of Simpleton» — 3:57
16. «King for a Day» (Moulding) — 3:36
17. «Chalkhills and Children» — 4:56
18. «The Disappointed» — 3:38
19. «The Ballad of Peter Pumpkinhead» — 5:03